# Domanice (Radomyšl)
Domanice jsou malá vesnice, část městyse Radomyšl v okrese Strakonice v Jihočeském kraji. Nachází se asi dva kilometry jižně od Radomyšle. Prochází tudy železniční trať Březnice–Strakonice. Prochází zde silnice II/173. Je zde evidováno 34 adres. V roce 2011 zde trvale žilo 71 obyvatel.
Domanice jsou také název katastrálního území o rozloze 2,45 km².

## Historie
První písemná zmínka o vesnici pochází z roku 1327.

## Obyvatelstvo
| Rok            | 1869 | 1880 | 1890 | 1900 | 1910 | 1921 | 1930 | 1950 | 1961 | 1970 | 1980 | 1991 | 2001 | 2011 | 2021 |
| -------------- | ---- | ---- | ---- | ---- | ---- | ---- | ---- | ---- | ---- | ---- | ---- | ---- | ---- | ---- | ---- |
| Počet obyvatel | 162  | 148  | 134  | 136  | 152  | 146  | 137  | 128  | 106  | 99   | 57   | 45   | 51   | 71   | 109  |
| Počet domů     | 20   | 20   | 21   | 23   | 24   | 25   | 25   | 30   | 30   | 30   | 24   | 28   | 31   | 34   | 46   |

## Obecní správa
Při sčítání lidu v letech 1850–1889 Domanice byly osadou obce Droužetice v okrese Strakonice. V letech 1890–1959 byly samostatnou obcí v okrese Strakonice. Od roku 1960 jsou částí městyse Radomyšl v okrese Strakonice.